# Chrysanthemum vestitum
Chrysanthemum vestitum là một loài thực vật có hoa trong họ Cúc. Loài này được (Hemsl.) Stapf mô tả khoa học đầu tiên năm 1933.